# 布莱克 (阿拉巴马州)
布莱克（英文：Black），是美国阿拉巴马州下属的一座城市。面积约为3.08平方英里（约合7.98平方公里）。根据2010年美国人口普查，该市有人口207人，人口密度为67.19/平方英里（约合25.94/平方公里）。